# Новая Деревня (Болховский район)
Новая Деревня — деревня в Болховском районе Орловской области. Входит в состав Багриновского сельского поселения.
Расположено примерно в 3 км к западу от большого села Фатнево.